# Pallathur
Pallathur (o Pallattur, Pallatur) è una suddivisione dell'India, classificata come town panchayat, di 7.840 abitanti, situata nel distretto di Sivaganga, nello stato federato del Tamil Nadu. In base al numero di abitanti la città rientra nella classe V (da 5.000 a 9.999 persone).

## Geografia fisica
La città è situata a 10° 9' 0 N e 78° 47' 60 E e ha un'altitudine di 95 m s.l.m..

## Società

### Evoluzione demografica
Al censimento del 2001 la popolazione di Pallathur assommava a 7.840 persone, delle quali 3.840 maschi e 4.000 femmine. I bambini di età inferiore o uguale ai sei anni assommavano a 847, dei quali 445 maschi e 402 femmine. Infine, coloro che erano in grado di saper almeno leggere e scrivere erano 5.752, dei quali 2.978 maschi e 2.774 femmine.